# Lockheed SR-71 Blackbird
Lockheed SR-71 Blackbird – samolot dalekiego zwiadu strategicznego, najszybszy samolot kiedykolwiek wprowadzony do służby operacyjnej w siłach powietrznych. Zaprojektowany na przełomie lat 50. i 60. XX wieku na zamówienie CIA, eksploatowany przez CIA, NASA oraz USAF. Dwusilnikowy odrzutowy średniopłat w układzie delta, osiągający prędkość Mach 3,5 oraz pułap 26 000 metrów, dzięki temu był nieosiągalny dla ówczesnych systemów obronnych. SR-71 był samolotem nieuzbrojonym, dwumiejscowym, w drugiej kabinie za pilotem znajdował się operator RSO, czyli operator elektronicznej aparatury zwiadowczej (ang. reconnaissance systems officer). Jej zasięg pozwalał na głęboką penetrację terenu przeciwnika bez konieczności przekraczania granic i naruszania obszaru powietrznego wroga.

## Historia rozwoju konstrukcji

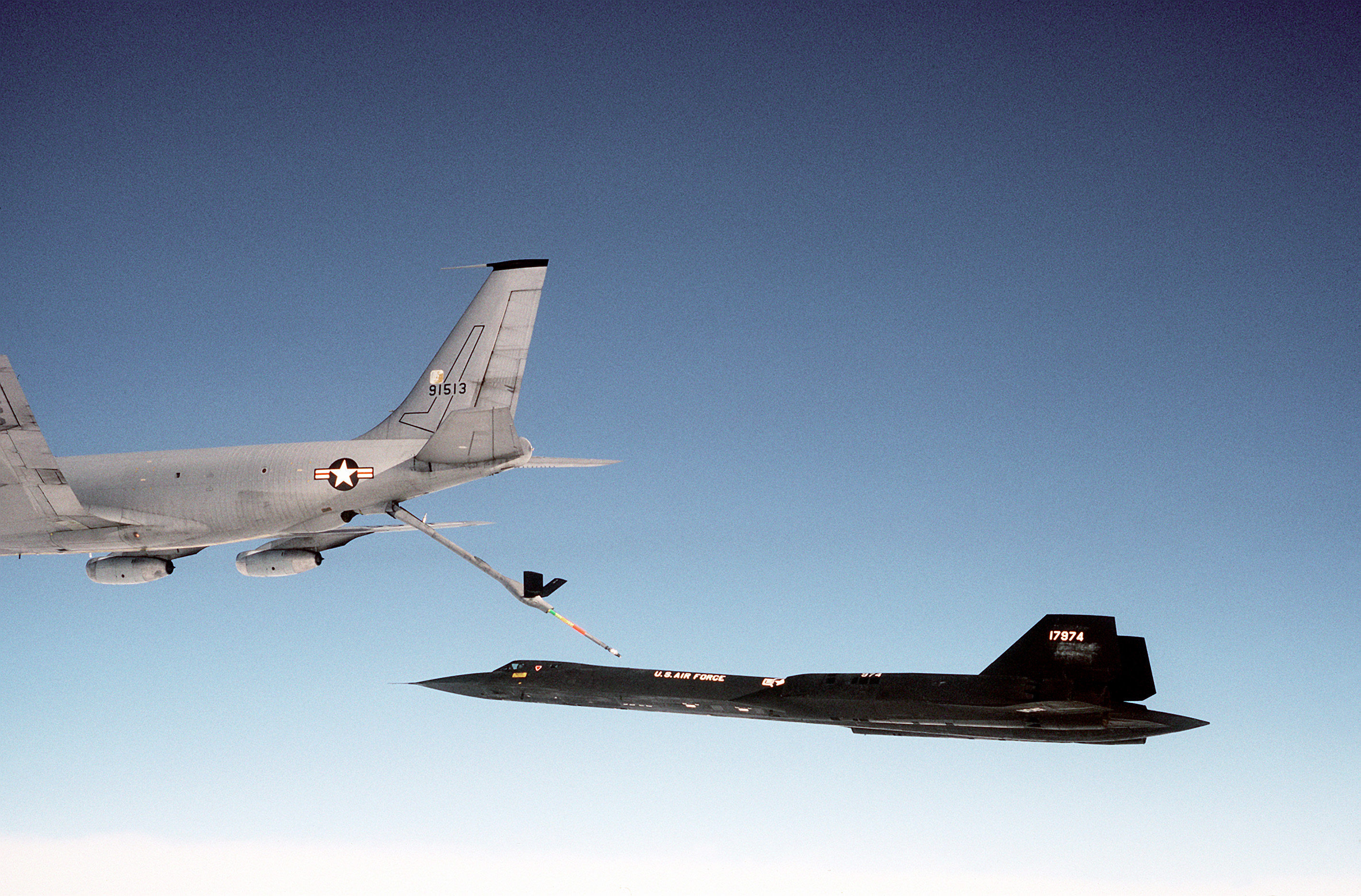
SR-71 Blackbird podczas pobierania paliwa z KC-135Q Stratotankera w locie 1 stycznia 1983

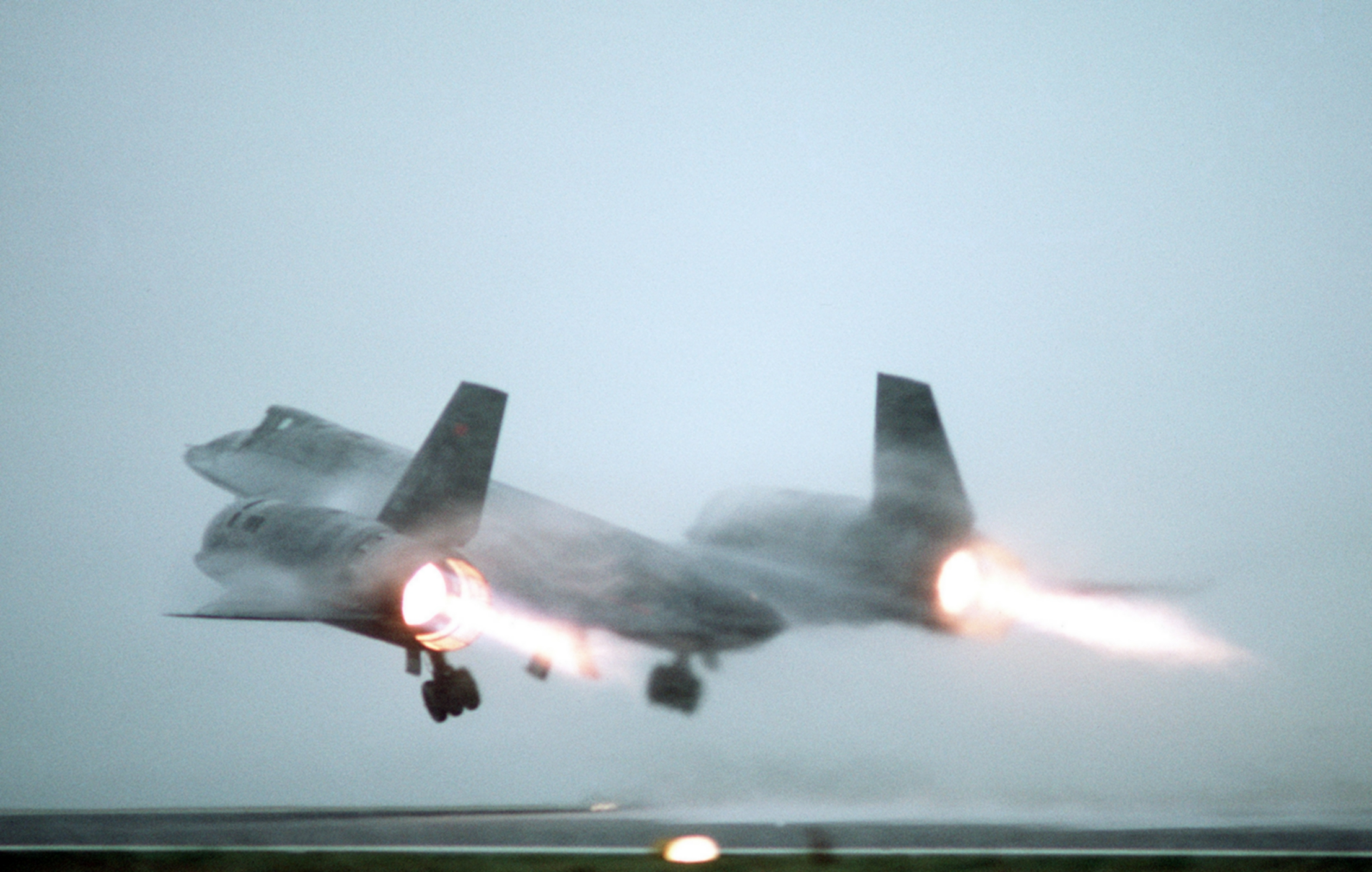
Lockheed SR-71A Blackbird podczas startu z lotniska RAF Mildenhall, 1 stycznia 1983

Pierwsze prace podjęto w połowie lat pięćdziesiątych w tajnym ośrodku konstrukcyjnym firmy Lockheed – ADP (Advanced Development Projects – Ośrodek Zaawansowanych Projektów Rozwojowych) w Burbank k. Los Angeles, zwanym Skunk Works, pod kierownictwem Clarence’a „Kelly’ego” L. Johnsona. Pierwszy lot prototypu Blackbirda o nazwie A-12 odbył się 24 kwietnia 1962 roku w tajnej bazie USAF Strefa 51 nad jeziorem Groom Lake w Nevadzie. Zbudowano w sumie 15 egzemplarzy, z czego 12 było maszynami jednomiejscowymi, a jeden był dwumiejscową wersją treningową A-12B. Dwa ostatnie A-12 przerobiono na dwumiejscowe maszyny M-21 przenoszące bezpilotowy pojazd rozpoznawczy D-21. 22 grudnia 1964 z bazy AF Plant 42 w Palmdale wystartował pierwszy egzemplarz samolotu SR-71A Blackbird. W styczniu 1966 roku, do USAF trafił pierwszy samolot szkoleniowy SR-71B, a jego ostateczna wersja SR-71A zaczęła zastępować samoloty A-12 rok później. 5 czerwca 1968 doszło do katastrofy A-12. Jeszcze w tym samym roku, ostatni egzemplarz A-12 został wycofany ze służby.
We wczesnej wersji myśliwskiej YF-12A zamontowano trzy rakietowe pociski zdalnie sterowane; pozostałe wersje samolotu pozostały nieuzbrojone. Wersja ta nie weszła do produkcji i uzbrojenia.
Zbudowano ogółem 32 egzemplarze SR-71. Ze względu na bardzo wysokie koszty utrzymania samolotu i niezbędnej do jego eksploatacji infrastruktury został wycofany z linii pod koniec lat osiemdziesiątych dwudziestego stulecia. Teraz ich rolę przejęły satelity rozpoznawcze. Trzy sztuki zostały przekazane NASA. Ostatni lot samolotu tego typu odbył się 9 października 1999.
Kilka egzemplarzy jest w muzeach: jeden egzemplarz w muzeum lotnictwa USA w Waszyngtonie, jeden egzemplarz w March Field Air Museum w Kalifornii i kolejny w Evergreen Aviation Museum w McMinnville w Oregonie, niedaleko Portland, oraz w Pima Air and Space Museum w Tucson, jeden egzemplarz znajduje się w Wielkiej Brytanii, w American Air Museum w Imperial War Museum Duxford. Jeden znajduje się w muzeum w Huntsville w Alabamie, USS Alabama Battleship Memorial Park w Mobile, Alabama, jeden egzemplarz znajduje się w Air Force Flight Test Museum w Edwards, Kalifornia. Jedyny egzemplarz wersji C znajduje się w Hill Aerospace Museum w Roy w stanie Utah.

## Blackbirds w linii

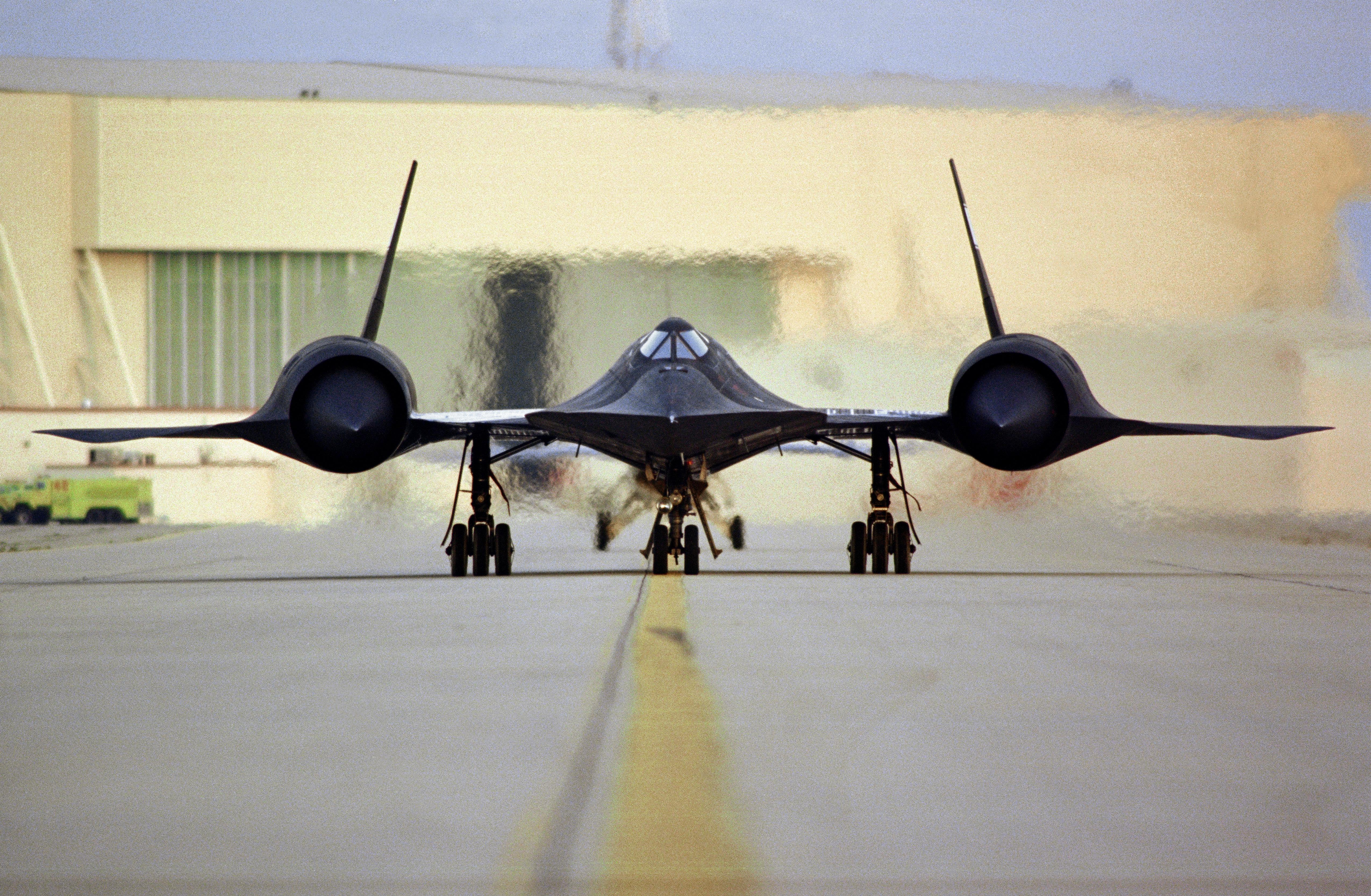
SR-71A podczas kołowania na lotnisku w 1995

Pierwsza wersja Blackbirda A-12 przez cały czas użytkowania przez CIA pozostała w tajemnicy i stacjonowała w bazie Groom Lake. Loty operacyjne pod koniec lat 60. odbywały się z bazy Kadena na Okinawie. Wersja myśliwska YF-12A rozpoczęła loty w bazie Groom Lake. Po oficjalnym ogłoszeniu przez Prezydenta Lyndona Johnsona istnienia programu Blackbirds samoloty YF-12A przebazowano do Edwards AFB w Kalifornii.
Ostatnia wersja Blackbirda SR-71 po wcieleniu do służby stacjonowała w bazie Beale AFB niedaleko Sacramento w Kalifornii. Czasowo odbywała również loty z bazy Griffiss koło Nowego Jorku, w Japonii z bazy Kadena na Okinawie.
W Europie stacjonowały w bazie RAF Mildenhall w Wielkiej Brytanii.
Po nalocie amerykańskiego lotnictwa na Trypolis w 1986 Blackbird startujący z Wielkiej Brytanii dokonał rekonesansu nad północną Libią. Gdy w  drodze powrotnej mimo braku zgody Francji na przelot nad jej terytorium samolot wleciał w obszar powietrzny Francji, francuskie myśliwce Mirage nie były w stanie go przechwycić i zmusić do lądowania.

## Następcy SR-71  Blackbird
Rolę zwiadowczą SR-71 przejęły satelity rozpoznawcze, satelity wywiadowcze i drony. Maszyny te pozwalają bez ryzyka dla ludzi przeprowadzać misje oraz są tańsze w eksploatacji.
Prawdopodobnie Pentagon przeprowadzał tajne testy z załogowym samolotem mogącym w przyszłości zastąpić SR-71. Media, na podstawie nielicznych przecieków, nazwały ten samolot „SR-91 Aurora”. Taka nazwa programu figurowała bowiem w budżecie Pentagonu, jednak nie jest pewne czy kryptonim ten rzeczywiście dotyczył prac nad tajnym samolotem. Dość kosztowną pozycję z budżetu skojarzono z relacjami o nocnych lotach niezwykłych samolotów i z przeciekami na temat prac nad nowym superszybkim samolotem. Nie wiadomo jak zaawansowane były te prace i czy „Aurora” została wdrożona do szerszej produkcji.

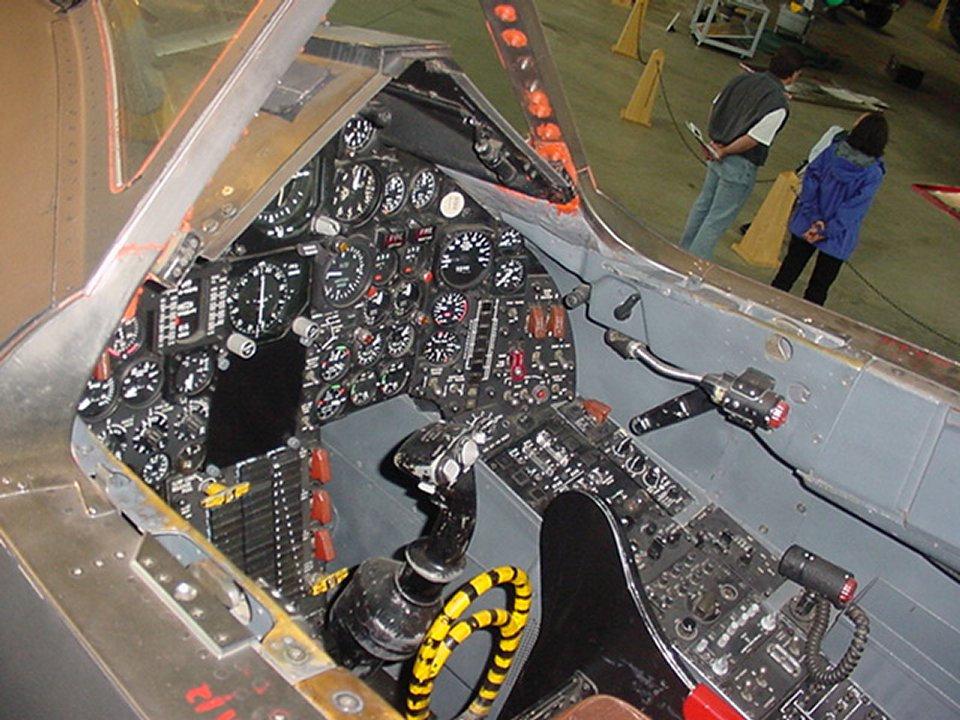
Kokpit SR-71 Blackbird